# آبرتاون (نیوجرسی)
آبرتاون (به انگلیسی: Abertown) یک منطقهٔ مسکونی در ایالات متحده آمریکا است که در سندیستون، نیوجرسی واقع شده‌است. آبرتاون ۲۴۵ متر بالاتر از سطح دریا واقع شده‌است.